# Down GAA
Le Down County Board of the Gaelic Athletic Association ou plus simplement Down GAA est une sélection de sports gaéliques basée dans la province de l’Ulster. Elle est responsable de l’organisation des sports gaéliques dans le Comté de Down et des équipes qui le représente dans les rencontres inter-comtés. 

## Palmarès

### Football gaélique
- All-Ireland Senior Football Championships : 5
  - 1960, 1961, 1968, 1991, 1994
- Ligue nationale de football gaélique : 4
  - 1960, 1962, 1968, 1983
- Ulster Senior Football Championships : 12
  - 1959, 1960, 1961, 1963, 1965, 1966, 1968, 1971, 1978, 1981, 1991, 1994
- McKenna Cups : 11
  - 1944, 1959, 1961, 1964, 1972, 1987, 1989, 1992, 1996, 1998, 2008
- Joueurs All Stars : 19 
  - 1971 (S. O’Neill), 1972 (S. O’Neill), 1975 (C. McAlarney), 1978 (C. McAlarney), 1981 (P. Kennedy), 1983 (L. Austin, G. Blaney), 1990 (J. McCartan), 1991 (C. Deegan, B. Breen, Ross Carr, G. Blaney), 1994 (M. Magill, P. Higgins, D.J. Kane, G. McCartan, G. Blaney, J. McCartan, M. Linden)
  - Sean O'Neill, All Star en deux occasions (1971 et 72) est le seul représentant du Comté de Down au sein de l’équipe du Millénaire de football gaélique.

### Hurling
- All-Ireland Senior Hurling Championships : Aucun
- Ligue nationale de hurling : Aucun
- Ulster Senior Hurling Championships : 4
  - 1941, 1992, 1995, 1997
- Joueur All Stars : 1
  - 1992 (G. McGrattan)